# Brigida Lorenzani
Brigida Lorenzani (... – Lucca, 9 ottobre 1859) è stata un contralto italiano.
Nacque in Romagna all'inizio del XIX secolo. Nel 1820 cominciò una carriera ricca di successi. Era considerata rivale di Rosmunda Pisaroni.. Si ritirò dalle scene molto presto, perché dovette occuparsi del marito, il medico Frediano Nerici, gravemente malato. Morì a Lucca nel 1859.

## Ruoli creati
- Enrico in Egilda di Provenza di Stefano Pavesi (Venezia, Teatro la Fenice, 26 dicembre 1823)
- Valtero in Ilda d'Avenello di Francesco Morlacchi (Venezia, Teatro la Fenice, 27 gennaio 1824)
- Felicia in Il crociato in Egitto di Giacomo Meyerbeer (Venezia, Teatro la Fenice, 7 marzo 1824)
- Agide in Aspasia e Agide di Giuseppe Nicolini (Milano, Teatro alla Scala, 8 maggio 1824)
- Mirteo in Nitocri di Saverio Mercadante (Torino, Teatro Regio, 26 dicembre 1824)
- Teuzzone in Teuzzone di Giuseppe Nicolini (Torino, Teatro Regio, 22 gennaio 1825)
- Varo in Erode di Saverio Mercadante (Venezia, Teatro la Fenice, 27 dicembre 1825)
- Idamore in Il paria di Michele Carafa (Venezia, Teatro la Fenice, 4 febbraio 1826)
- Corrado in Caritea, regina di Spagna di Saverio Mercadante (Venezia, Teatro la Fenice, 21 febbraio 1826)
- Zeidar in Elvida di Gaetano Donizetti (Napoli, Teatro San Carlo, 6 luglio 1826)
- Poro in Alessandro Nell'Indie di Giovanni Pacini (Milano, Teatro della Scala, 26 dicembre 1826)
- Leodato in Gli arabi nelle Gallie di Giovanni Pacini (Milano, Teatro alla Scala, 8 marzo 1827)
- Elvira in Il montanaro di Saverio Mercadante (Milano, Teatro alla Scala, 16 aprile 1827)
- Fernando in Il Colombo di Francesco Morlacchi (Genova, Teatro Carlo Felice, 28 giugno 1828)
- Wilfredo in Ivanhoe di Giovanni Pacini (Venezia, Teatro la Fenice, 19 marzo 1832)
- Guglielmo in Ricciarda di Edimburgo di Cesare Pugni (Trieste, Teatro Grande, 29 settembre 1832)